# 第52屆金馬獎
第52屆金馬獎（英語：52nd Golden Horse Awards），是2015年中華民國與華語電影業界的年度盛事之一，表揚年度傑出華語電影作品與電影工作者，頒獎典禮主持人為黃子佼與林志玲。該屆司儀旁白由台灣資深配音員賈培德(德仔)擔任。
第52屆金馬獎報名角逐的影片數量再創新高，去年劇情長片、短片、動畫片、紀錄片等各項影片共有364部報名，2015年總計約有447部。

## 舉辦過程

### 日程
- 獎項報名日期：2015年7月1日至7月31日
- 公布入圍名單：2015年10月1日[3]
- 金馬電影學院：2015年10月23日至11月21日
- 金馬國際影展：2015年11月5日至11月26日
- 金馬創投會議：2015年11月17日至11月19日
- 入圍酒會：2015年11月20日
- 頒獎典禮：2015年11月21日

### 人物
- 金馬獎評審團主席：陳國富[4]
- 金馬電影學院：院長侯孝賢、學務長廖慶松、導師鄭有傑、姚宏易
- 金馬創投會議評審：許鞍華、賈樟柯、葉如芬
- 星光大道主持人：楊千霈、楊達敬
- 頒獎典禮主持人：黃子佼、林志玲
- 頒獎典禮司儀：賈培德
- 金馬52形象廣告代言人：李康生
- 金馬影展主視覺海報設計：張叔平

## 評選過程

### 初選過程
為了減輕決選評審負擔，將比照近年來由初選評審先行篩選的方式進行三階段評審。報名中備受矚目的侯孝賢電影《刺客聶隱娘》、張作驥電影《醉·生夢死》、張艾嘉《念念》等都一如新聞媒體預料晉級，新銳導演李中的《青田街一號》、林書宇新作《百日告別》等也通過第一關考驗。而李國修擔任編劇的遺作《極光之愛》，落選消息確定後，監製王月隨即在臉書抱不平，「可以告訴我為什麼嗎？今天金馬通知，《極光》在初選階段就被刷下，我真的不理解標準為何？結合這麼多精英人才的心力，一切以台灣之愛作出發的電影，卻連站上角逐平台，進入複選的機會都沒有。大人啊…」。李國修兒子李思源也在臉書向《極光之愛》演員喊話：「我自責的想，或許是因為導演的年紀太小，也或許它改編自舞台劇，這部作品被貼上了標籤。被貼上了標籤以後，這部作品難免會被埋沒一些優點及放大一些缺點。但我沒有料到竟然連大家都被埋沒了。天地人和，唯獨時不和，若你們與年紀更長的我合作，想必大家一定會被看見的。」最後向整個團隊道歉，虛心檢討「國片的導演與編劇，我還沒有辦法去競爭，我有待修練」。
同樣是2015年賣座第一、二名的國片「大囍臨門」和「角頭」，在初審被刷掉，讓票房金牌豬哥亮4連敗，也讓首次拍電影的王陽明和黃鴻升也無緣金馬。提起4闖金馬失利，豬哥亮之前有「大囍臨門」導演黃朝亮為他抱不平、是金馬大遺珠，日前金馬獎名單公布，豬哥亮更是置身事外，但提起金馬獎，滿臉仍有掩不住的失落感，他說無論主持、演短劇、拍電影，自己最大原則就是「給觀眾好看」、帶給觀眾歡樂，每部戲拍得用心、認真，且每部電影都是穩居票房冠軍，他說：「我拍5部（含『大尾鱸鰻2』）都沒入圍ㄟ！」對沒入圍金馬明顯介意。另外，據黃鴻升經紀人表示，他為了演好電影中的「阿雄」一角，的確非常努力，所以得知電影未能進入複選，心裡當然難免覺得失落，但仍尊重評審；王陽明的經紀人則是表示他目前人在中国大陆拍戲，對於未能順利入選，王陽明會抱持平常心面對。

### 入選過程
金馬執委會執行長聞天祥說，第52屆金馬獎競爭最激烈的項目，是最佳男主角獎，可說是殺戮戰場， 討論了非常久，《解救吾先生》劉德華只差一票無緣入圍，另外《我的少女時代》王大陸、《华丽上班族》陳奕迅、《太平輪（下）》金城武、《刺客聶隱娘》张震、《烈日灼心》段奕宏、《师父》廖凡、《青田街一號》张孝全都在討論之列。而最佳女主角獎最大遺珠為《重返20歲》楊子姍、《踏血寻梅》春夏（入围新演员），其他被讨论到的还有《青田街一號》万茜。聞天祥表示，今年女主角入圍在戲中演出都可分為好幾個層次，像是入圍的宋芸樺在《我的少女時代》要從醜女蛻變成女神，趙濤在《山河故人》要演出10年前、後，心境轉變揣摩展現演技。
此外，最佳影片遺珠是《太陽的孩子》、《百日告別》；最佳女配角的最大遺珠是《太平輪（下）》杨贵媚，其他遺珠還有《念念》李心潔、《刺客聶隱娘》周韻、《青田街一號》隋棠、《刺客聂隐娘》许芳宜。最佳男配角遺珠則有《菜鳥》莊凱勛、《爱琳娜》戴立忍。

### 決選過程
評審過程堪稱史上最快的一次，歷經六小時即產生結果。其中最佳女主角獎此項討論最糾結，三輪投票才由《百日告別》林嘉欣勝出，打敗張艾嘉與舒淇；男主角與男配角項目因群雄並列競爭激烈；至於原著劇本、改編劇本、美術設計、動畫長片等四項得主均以一票之差險勝。評審團主席陳國富表示，由於正式討論時參考前一晚評審假投票的結果，因此大家對圈選獎項都已有底，過程也更平和。而最佳女主角林嘉欣亦在此屆獲獎後，成為金馬獎史上首位獲得最佳女主角、最佳女配角與最佳新進演員獎三項演技獎的大滿貫演員。

## 爭議

### 《左耳》「真正的導演」
在2015年10月1日公布入圍名單後，蘇有朋所執導的電影《左耳》入圍最佳新導演，但由於電影在導演一職上，掛了他與連奕琦的名字，意外引起「連奕琦才是《左耳》真正導演」的說法，對此，連也在臉書上澄清，並替蘇有朋辯護。他也透露，自己實際所做的工作其實就像台灣的副導，之所以會掛執行導演的名稱，是因蘇有朋本性厚道，「他覺得我拍過電影了，不好意思要我當副導，所以讓我掛名執行導演，執行導演的薪水比副導高，所以我也很需要這個職稱，錢比較多。」他強調外界不應用個人參與過的經驗或想像，來片面評斷別人的工作，或質疑蘇有朋的努力，「因為每部電影都可能有不同的細節而形成不同的工作差異。」對於蘇有朋入圍新導演，他也誠心送上祝福，並高喊：「謝謝蘇有朋導演，這是你應得的。」

### 宋芸樺入圍最佳女主角爭論
另外在最佳女主角入圍名單於PTT討論中，有網友以「宋芸樺哪來資格入圍金馬？」為標發文，該偏激的言論一發出，馬上引來各方意見。但她在《我的少女時代》的戲中表現，評審認為她把層次成功做出來，在裡面的表現可比《那些年，我們一起追的女孩》的陳妍希，給予極高的讚賞。另外，金馬執委會執行長聞天祥說：「宋芸樺這次入圍最佳女主角，評審認為她表現傑出的原因是：演喜劇片並不容易，宋芸樺在電影裡面，將一位女丑變成女神的過程，詮釋得很好，在層次上面掌握得非常突出，而且展現出這角色的特質，無論是在她的個性，以及成長的變化上，這些都是非常不容易的。」

### 管虎代馮小剛領獎將獎座放在地上
馮小剛以《老炮兒》拿下最佳男主角，由於本人在北京演唱會無法出席典禮，而由導演管虎代領獎，但管虎拿手機念馮小剛得獎感言，本來拿在手上的金馬獎座，卻被放在地上，引來批評，音樂人小蟲表示：「把獲獎的金馬獎放地上，拿著手機代念感謝詞，既不瀟灑也不幽默，更沒禮貌！」一年多後，管虎接受媒體採訪表示：「.......我身高太高了，當時一上台發現麥克風實在太矮，我要把它拉起來，又要拿出手機唸小剛導演的感言，真的沒手，主持人又離我遠，我沒多想就先把獎座放在地上了。」管虎也說當下唸出「馮小剛」的名字的確相當驚喜，才會一時慌亂，在台上不知如何反應：「你們不理解我1米92！你們理解嗎？這真的不是貶低的意思，沒多想的。」

### 呂雪鳳發表超時的得獎感言
呂雪鳳以《醉·生夢死》獲得最佳女配角，在台的感性落淚致詞原先讓觀眾大讚，但因為致詞長達八分鐘之久，於網路上引發討論。並於當晚後台受訪表示：「我都沒謝親人，全都感謝業界，覺得長可以轉台，愛不愛、喜不喜歡是主觀，我無法迎合所有人。」《ETtoday東森新聞雲》於同月22日致電呂雪鳳經紀人回覆：「雪鳳姊其實昨晚根本沒有準備講稿，才會在台上因為太激動而講那麼久，不過，她真的只是想分享得獎喜悅給大家，也很感謝劇組的栽培。」

## 入圍暨得獎名單
下列之標記為該獎項之得獎者。

## 提名及得獎

### 多項提名
下列21部影片獲得多項提名。
| 提名數量 | 電影名稱             | 提名獎項 |
| -------- | -------------------- | --- |
| 11       | 《刺客聶隱娘》       | 最佳劇情片、最佳導演、最佳女主角、最佳改編劇本、最佳攝影、最佳美術設計、 最佳造型設計、最佳動作設計、最佳原創電影音樂、最佳剪輯、最佳音效 |
| 10       | 《醉·生夢死》        | 最佳劇情片、最佳導演、 最佳男主角、最佳男配角、最佳女配角、最佳新演員、 最佳原著劇本、最佳攝影、最佳原創電影音樂、最佳剪輯                |
| 9        | 《踏血尋梅》         | 最佳劇情片、 最佳男主角、最佳男配角、最佳女配角、最佳新演員、最佳新演員、 最佳原著劇本、最佳攝影、最佳原創電影歌曲                        |
| 7        | 《山河故人》         | 最佳劇情片、 最佳導演、最佳女主角、最佳原著劇本、最佳攝影、最佳原創電影音樂、最佳音效                                                     |
| 6        | 《華麗上班族》       | 最佳女主角、最佳改編劇本、最佳美術設計、最佳造型設計、最佳電影原創歌曲、最佳音效                                                          |
| 4        | 《青田街一號》       | 最佳新導演、最佳男配角、最佳電影原創歌曲、最佳音效                                                                                        |
| 4        | 《捉妖記》           | 最佳視覺效果、最佳美術設計、最佳造型設計、最佳音效                                                                                        |
| 4        | 《智取威虎山3D》     | 最佳導演、最佳視覺效果、最佳美術設計、最佳動作設計                                                                                        |
| 4        | 《塔洛》             | 最佳劇情片、最佳導演、最佳改編劇本、最佳攝影                                                                                              |
| 3        | 《百日告別》         | 最佳女主角、最佳原著劇本、最佳電影原創音樂                                                                                                |
| 3        | 《念念》             | 最佳男配角、最佳原創電影音樂、最佳剪輯 |
| 3        | 《我的少女時代》     | 最佳女主角、最佳新導演、最佳電影原創歌曲                                                                                                  |
| 3        | 《師父》             | 最佳女配角、最佳改編劇本、最佳動作 |
| 3        | 《一步之遙》         | 最佳視覺效果、最佳美術設計、最佳造型設計                                                                                                  |
| 3        | 《太陽的孩子》       | 最佳新演員、最佳改編劇本、最佳電影原創歌曲                                                                                                |
| 2        | 《我的詩篇》         | 最佳紀錄片、最佳剪輯 |
| 2        | 《左耳》             | 最佳新導演、最佳女配角 |
| 2        | 《老炮兒》           | 最佳男主角、最佳原著劇本 |
| 2        | 《解救吾先生》       | 最佳男配角、最佳剪輯 |
| 2        | 《黃飛鴻之英雄有夢》 | 最佳視覺效果、最佳動作設計 |
| 2        | 《德蘭》             | 最佳男主角、最佳造型設計 |

### 單項提名
下列18部影片獲得單項提名。
| 提名數量 | 電影名稱             | 提名獎項     |
| -------- | -------------------- | ------------ |
| 1        | 《西遊記之大聖歸來》 | 最佳動畫長片 |
| 1        | 《麥兜．我和我媽媽》 | 最佳動畫長片 |
| 1        | 《32+4》             | 最佳紀錄片   |
| 1        | 《明天會更好》       | 最佳紀錄片   |
| 1        | 《灣生回家》         | 最佳紀錄片   |
| 1        | 《大同》             | 最佳紀錄片   |
| 1        | 《菜鳥》             | 最佳女配角   |
| 1        | 《哪一天我們會飛》   | 最佳新演員   |
| 1        | 《狼圖騰》           | 最佳視覺效果 |
| 1        | 《少年巴比倫》       | 最佳新導演   |
| 1        | 《路邊野餐》         | 最佳新導演   |
| 1        | 《殺破狼2》          | 最佳動作設計 |
| 1        | 《烈日灼心》         | 最佳男主角   |
| 1        | 《日光之下》         | 最佳創作短片 |
| 1        | 《無無眠》           | 最佳創作短片 |
| 1        | 《保全員之死》       | 最佳創作短片 |
| 1        | 《孝悌兒童》         | 最佳創作短片 |
| 1        | 《吉日安葬》         | 最佳創作短片 |

### 得獎統計
| 得獎數量 | 電影名稱           | 得獎獎項                                               |
| -------- | ------------------ | ------------------------------------------------------ |
| 5        | 《刺客聶隱娘》     | 最佳劇情片、最佳導演、最佳攝影、最佳造型設計、最佳音效 |
| 4        | 《醉·生夢死》      | 最佳女配角、最佳新演員、最佳原創電影音樂、最佳剪輯     |
| 1        | 《路邊野餐》       | 最佳新導演                                             |
| 1        | 《老炮兒》         | 最佳男主角                                             |
| 1        | 《百日告別》       | 最佳女主角                                             |
| 1        | 《踏血尋梅》       | 最佳男配角                                             |
| 1        | 《山河故人》       | 最佳原著劇本                                           |
| 1        | 《塔洛》           | 最佳改編劇本                                           |
| 1        | 《華麗上班族》     | 最佳美術設計                                           |
| 1        | 《師父》           | 最佳動作設計                                           |
| 1        | 《智取威虎山》     | 最佳視覺效果                                           |
| 1        | 《太陽的孩子》     | 最佳電影原創歌曲                                       |
| 1        | 《麥兜我和我媽媽》 | 最佳動畫片                                             |
| 1        | 《大同》           | 最佳紀錄片                                             |
| 1        | 《保全員之死》     | 最佳創作短片                                           |

## 評審名單

### 初選評審委員
| 評選類別   | 委員             | 身分                               |
| ---------- | ---------------- | ---------------------------------- |
| 劇情長片類 | 但唐謨           | 影評人                             |
| 劇情長片類 | 吳覺人           | 策展人、影評人                     |
| 劇情長片類 | 張榮吉           | 導演                               |
| 劇情長片類 | 馮家明           | 影評人                             |
| 劇情長片類 | 廖本榕           | 攝影                               |
| 劇情長片類 | 鄭秉泓           | 影評人、策展人                     |
| 劇情長片類 | 簡麗芬           | 製片                               |
| 創作短片類 | 陳駿霖           | 導演、編劇                         |
| 創作短片類 | 詹正德           | 影評人                             |
| 創作短片類 | 蔡宗翰           | 導演、編劇                         |
| 紀錄片類   | 林木材（林琮昱） | 紀錄片策展人                       |
| 紀錄片類   | 謝嘉錕           | 紀錄片導演、攝影、電影及電視製作人 |
| 紀錄片類   | 顏蘭權           | 紀錄片導演                         |
| 動畫片類   | 王世偉           | 動畫導演                           |
| 動畫片類   | 史明輝           | 動畫導演                           |
| 動畫片類   | 林世勇           | 導演、編劇                         |

### 複選及決選評審委員
| 委員   | 身分                       | 複選委員 | 決選委員 |
| ------ | -------------------------- | -------- | -------- |
| 何蔚庭 | 導演、編劇                 |          |          |
| 李中旺 | 紀錄片導演、攝影           |          |          |
| 李焯桃 | 影評人、策展人             |          |          |
| 易智言 | 導演、編劇                 |          |          |
| 林正盛 | 導演、編劇                 |          |          |
| 姚謙   | 音樂製作人、經理人、作詞人 |          |          |
| 陳寶旭 | 電影監製、演藝經紀人       |          |          |
| 曾偉禎 | 影評、編劇                 |          |          |
| 曾劍   | 攝影、剪輯                 |          |          |
| 黃美清 | 美術指導                   |          |          |
| 塗翔文 | 編劇、影評人、策展人       |          |          |
| 陳國富 | 導演、監製、編劇           |          |          |
| 李檣   | 編劇                       |          |          |
| 桂綸鎂 | 演員                       |          |          |
| 楊力州 | 紀錄片導演                 |          |          |
| 陳德森 | 導演、監製、編劇           |          |          |
| 戴錦華 | 學者                       |          |          |

## 收視率
- 星光大道：平均收視2.12，有效收視2.21，總收視人口1,602,000。最高收視點是李安、徐楓登場，收視3.28，第二高的則是李康生、陳湘琪（2.87），而擔任頒獎嘉賓的河智苑則居第三（2.63）
- 頒獎典禮：平均收視4.95、15-44歲有效收視4.87，總收視人口達494萬4千人[32]。最高收視點是李康生、陳湘琪宣布林嘉欣得影后，收視達6.12。
- 表演節目：李宗盛是今年收視高點（5.56），陳奕迅和楊丞琳的合唱有4.53的收視，而林志玲的表演則是第三名（4.51），初站上金馬舞台表演的宋芸樺則是4.03。

## 特別節目
- 台視主頻於2015年11月16日至11月20日播出《金馬五二入圍系列報導》，由楊千霈主持。
- 台視財經台於2015年11月22日 23:00播出《第52屆金馬獎幕後花絮》

## 追思逝世影人名單
本年度金馬獎的追思逝世影人單元，全名為「永遠的微笑」。以下是追思影人的名單（按影片中出現順序列出）：

| - 田豐——導演、演員。 - 張冰玉——演員…第七屆最佳女配角《小鎮春回》。 - 李志超——導演、編劇。 - 趙玉崗——編劇。 - 司馬燕——演員…最後一部電影是周星馳的《濟公》。 - 呂繼尚——編劇。 - 董今狐——導演、演員。 - 賴建國——導演。 - ——動作指導、演員。 - ——演員。 - 安鈞璨——演員…第一部電影是《愛與勇氣》。 - 何家駒——演員…《監獄風雲》入圍香港金像獎男配角。 - 林家聲——演員。 - 裴祥泉——出品人、監製、製片。 - 林保全——粵語電影配音員。（未列出） | - 曹莊生——美術指導、布景師。 - 焦雄健——編劇、策畫。 - 陸元亮——製片、錄音。 - 劉亮華——製片、演員。 - 魏少朋——演員。 - 柳青——演員。 - 柳松柏——導演、編劇、作曲。 - 蔡永昌——出品人、監製。 - 陳國雄——攝影。 - 曾敬超——監製、經紀、策畫。 - 魏仁清——演員。 - 向華勝——監製、出品人。 - 王玨——演員…第18屆男配角及最後一部電影《一代宗師》。 |

## 典禮表演節目
| 表演者                                  | 表演名稱             | 表演內容 |
| --------------------------------------- | -------------------- | --- |
| 黃子佼、林志玲、王大陸、TPI Unity舞道館 | 開場                 | 金馬奔騰 |
| 宋芸樺                                  | 最佳原創電影歌曲入圍 | 田馥甄/小幸運《我的少女時代》 |
| 亂彈阿翔                                | 最佳原創電影歌曲入圍 | 亂彈阿翔/糾纏《青田街一號》 |
| 舒米恩/鋼琴演奏:黃裕翔                  | 最佳原創電影歌曲入圍 | 舒米恩‧魯碧/不要放棄《太陽的孩子》 |
| 丁可                                    | 最佳原創電影歌曲入圍 | 丁可/漆黑的海上《踏血尋梅》 |
| 陳奕迅、楊丞琳                          | 因為愛情             | 蔡琴/被遺忘的時光《無間道》 王菲/夢中人《重慶森林》 王菲+陳奕迅/因為愛情《將愛情進行到底》 梁朝偉/花樣年華《花樣年華》 五月天/盛夏光年《盛夏光年》 呂方/別了秋天《秋天的童話》 胡夏/那些年《那些年，我們一起追的女孩》 陳淑樺/滾滾紅塵《滾滾紅塵》 張國榮/追《金枝玉葉》 李宗盛+林憶蓮/當愛已成往事《霸王別姬》 |
| 影片                                    | 經典俠女             | |
| 林志玲(舞蹈演出)                        | 最佳原創電影歌曲入圍 | 陳奕迅/何必呢《華麗上班族》 |
| 影片                                    | 永遠的微笑           | 追思逝世影人 |
| 李宗盛                                  | 致 最佳女主角        | 李宗盛/油麻菜籽《油麻菜籽》 |

## 外部連結
- 第52屆金馬獎名單 （页面存档备份，存于）（繁體中文）
- 國家電影中心圖書館-第五十二屆金馬獎頒獎典禮
- 時光網-第52届台湾电影金马奖 （页面存档备份，存于）

## 節目的變遷
| 台視 星期六17:30-00:30 | 台視 星期六17:30-00:30 | 台視 星期六17:30-00:30 |
| ---------------------- | --- | ---------------------- |
|                        | 第52屆金馬獎 星光大道 17:30~19:00 （2015年11月21日 - 2015年11月21日） 第52屆金馬獎 頒獎典禮 19:00~23:30 （2015年11月21日 - 2015年11月21日） 第52屆金馬獎 幕後花絮 23:30~00:30 （2015年11月21日 - 2015年11月21日） |                        |
| —                      | — |                        |